# 沃巴尔诺
沃巴尔诺（義大利語：Vobarno），是意大利布雷西亚省的一个市镇。总面积53.2平方公里，人口8169人，人口密度153.6人/平方公里（2009年）。国家统计（ISTAT）代码为017204。

## 友好城市
- 匈牙利許邁格 2008年